# Cocaine Cowboys
Cocaine Cowboys es una película estadounidense de 1979 dirigida por Ulli Lommel y escrita por Lommel, Spencer Compton, Tom Sullivan y Victor Bockris. Fue protagonizada por Jack Palance, Sullivan y Andy Warhol quien realizó un cameo. Registró además el debut cinematográfico del actor Tzi Ma.

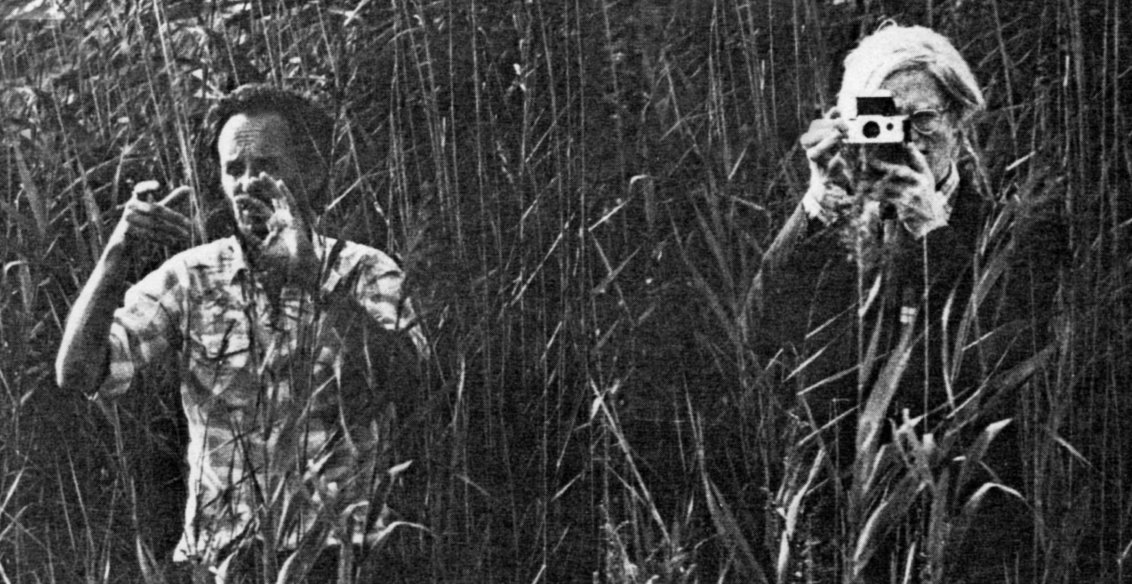
Lommel y Warhol en el set de Cocaine Cowboys.

La película relata la historia de los miembros de una banda de rock que terminan peligrosamente vinculados con la mafia estadounidense.
Cocaine Cowboys fue filmada en 1979 en la casa de verano de Warhol en Montauk, East Hampton y Long Island.

## Recepción
La película no fue bien recibida por la crítica. Tom Buckley de The New York Times alabó la actuación de Jack Palance, pero se refirió al resto de actores como "obviamente novatos" y criticó la vacuidad del guion y la dirección.

## Reparto principal
- Jack Palance es Raphael.
- Tom Sullivan es Dustin.
- Andy Warhol es él mismo.
- Suzanna Love es Lucy.
- Richard Young es Terry.
- Tzi Ma es Jimmy Lee.
- Pete Huckabee es Dean.